# Испытательный срок (трудовое право)
Испытание при приёме на работу — период времени, в течение которого работодатель проверяет работника на предмет пригодности к выполнению его работы. Предполагается, что в этот период времени работодатель будет тем или иным способом наблюдать за профессиональными действиями работника, а также другими аспектами его рабочей деятельности, например за тем, как складываются его отношения с коллегами.
Длительность испытания зависит от типа исполняемой работы и длится не более трех месяцев, а для руководящих должностей — не более шести. Если в течение испытательного срока работник удовлетворительно выполняет свою работу, то работник признаётся успешно завершившим испытательный срок и годным к работе, что часто связано с повышением заработной платы, которую работодатели часто снижают на период испытательного срока вопреки Трудовому Кодексу РФ. Испытательный срок не является обязательным условием приёма на работу и должен быть прописан в трудовом договоре.

## Россия
Согласно статье 70 Трудового Кодекса РФ, максимальная длительность испытательного срока в общем случае составляет 3 месяца, для руководителей организаций и их заместителей, главных бухгалтеров и их заместителей, руководителей филиалов, представительств и иных обособленных структурных подразделений организаций — не более 6 месяцев. Если трудовой договор заключается на срок от 2 до 6 месяцев, то испытательный срок не может превышать 2 недель. В счёт испытательного срока не засчитываются периоды времени, когда работник не выполнял свои рабочие обязанности, в том числе и периоды временной нетрудоспособности.
Для следующих категорий лиц не может быть установлен испытательный срок:
- лица, избранные на должность по конкурсу, проведённому в законном порядке
- беременные женщины и женщины, имеющие детей до полутора лет
- лица, не достигшие 18 лет
- лица, окончившие образовательное учреждение начального, среднего и высшего профессионального образования и впервые поступающие на работу по полученной специальности в течение одного года со дня окончания образовательного учреждения
- лица, выбранные на выборную должность на оплачиваемую работу
- лица, приглашенные на работу в порядке перевода от другого работодателя по согласованию между работодателями
- лица, заключившие договор сроком до 2 месяцев[3]

Но согласно п. 1 ст. 27 Федерального закона «О государственной гражданской службе Российской Федерации» срок испытания может устанавливаться продолжительностью от одного месяца до одного года. Испытание не устанавливается, согласно п. 3 для:
1. для беременных женщин — гражданских служащих;
2. для граждан, окончивших обучение в образовательных учреждениях профессионального образования и впервые поступающих на гражданскую службу в соответствии с договором на обучение с обязательством последующего прохождения гражданской службы;
3. для граждан и гражданских служащих при замещении должностей гражданской службы категорий «руководители» и «помощники (советники)», которые замещаются на определённый срок полномочий;
4. для государственных служащих, назначенных на должности гражданской службы в порядке перевода в связи с реорганизацией или ликвидацией государственного органа либо сокращением должностей гражданской службы;
5. в иных случаях, предусмотренных настоящим Федеральным законом и другими федеральными законами.[4]

В случае, если работник сам придёт к выводу во время данного ему испытательного срока, что занимаемая им должность не подходит ему, он имеет полное право подать заявление по собственному желанию о расторжении договора, но обязан об этом предупредить за три дня в письменном виде. В этом случае основанием для увольнения будет самостоятельно принятое желание работника.